# Кривая Руда (Кременчугский район)
Кривая Руда (укр. Крива Руда) — село, Криворудский сельский совет, Кременчугский район, Полтавская область, Украина.
Код КОАТУУ — 5324583201. Население по переписи 2001 года составляло 1345 человек.
Является административным центром Криворудского сельского совета, в который не входят другие населённые пункты.

## Географическое положение
Село Кривая Руда находится на берегу реки Кривая Руда, выше по течению на расстоянии в 3 км расположено село Гриньки, ниже по течению примыкает село Степановка, на противоположном берегу — село Буромка. Река в этом месте пересыхает, на ней сделано несколько запруд.
К селу примыкает большой садовый массив.

## История
- Николаевская церковь известна с 1758 года[2]
- Имеется на карте 1812 года[3]
- 1863 — в селе 436 дворов, 3007 жителей, деревянная церковь.
- 1875 — основано двухклассное училище. В селе 4322 жителя.
- По переписи 1910 года в селе 786 хозяйств, 4737 жителей.
- 1917 — село Казённая Кривая Руда переименовано в Кривая Руда.

## Экономика
- Криворудский кирпичный завод
- OOO АФ «Пустовитовое»
- АФ «Семёновская»
- ЧП «Сельский союз „Криворудский“»

## Объекты социальной сферы
- Школа
- Дом культуры

## Известные люди
- Трембач, Константин Григорьевич (1920—1953) — Герой Советского Союза, родился в селе Кривая Руда.

## Достопримечательности
- Братская могила советских воинов